# 中国化工集団
中国化工集団有限公司（ちゅうごくかこうしゅうだん-ゆうげんこうし、英語: China National Chemical Corporation、略称：中国化工集団、ケムチャイナ、ChemChina）は、中華人民共和国の国有総合化学メーカーである。

## 概要
旧中国化学工業省の関連会社（藍星集団と昊華化工）が経営統合して、2004年に誕生した中国政府系の化学メーカー。農薬、ゴム、シリコーンや機能性化学等の分野で事業展開を行っている。北京に本社を置き、世界150の国と地域に生産拠点とR＆D拠点を持ち、本格的なマーケティングネットワークを誇る中国最大の化学企業。
フォーチュン・グローバル500では164位に位置する(2020年)。

## 歴史
1984年に任建新(Ren Jianxin)が創設した藍星集団が発端である。任は国有の中国全土にある100以上の不良債権の化学工場を管理することで帝国を築き上げた。余剰人員はファストフードチェーンのマラン・ヌードルに配置転換し、現在もこのチェーンレストラン所有している。
2004年に中華人民共和国国務院が旧中国化学工業省の関連会社を中国化工集団（ChemChina）として合併することを承認した後、任がCEOに就任した。2014年12月には取締役会長に就任している。
農薬分野では、2011年にイスラエルに本拠を置くジェネリック農薬大手のマクテシム・アガン（現アダマ）を、2016年にはスイスに本拠を置く農薬メーカー大手のシンジェンタを買収して、世界最大級のメーカーとなっている。
シリコーン分野でも、2006年にフランスのローディアからシリコーン事業を買収、2011年にはノルウェーのコングロマリット大手のオルクラ・グループからElkemを買収し、世界上位に位置する。
2015年にイタリアの大手タイヤメーカー、ピレリの持株会社であるマルコポーロ・インターナショナル・イタリアの株式65%を買収して筆頭株主となった。

## 国際展開
傘下にイタリアの大手タイヤメーカーであるピレリやドイツの大手重機メーカーであるクラウス＝マッファイ、スイスの大手農薬・種子メーカーのシンジェンタ、イスラエルの大手ジェネリック農薬メーカーアダマなどを置く。
様々な海外Ｍ＆Ａを行っているが、とりわけシンジェンタは、中国企業による海外での買収としては過去最大規模となる430億ドル（約5兆1000億円）での買収だったことから注目された。

## 漢字による混同
三大国有石油企業のうちの一つである中国石油化工集団有限公司(Sinopec、シノペック)は別の組織である。